# Sergei Pareiko
Sergei Pareiko (Tallinn, 31 januari 1977) is een profvoetballer uit Estland die speelt als doelman. Hij staat momenteel onder contract bij FC Levadia Tallinn na eerder onder meer voor Tom Tomsk en Rotor Volgograd te hebben gespeeld.

## Interlandcarrière
Pareiko maakte in 1996 voor het eerst zijn opwachting bij de nationale ploeg van Estland. Onder leiding van bondscoach Teitur Thordarson maakte hij zijn debuut op woensdag 31 augustus 1996 in de WK-kwalificatiewedstrijd tegen Wit-Rusland (1-0 nederlaag) in Minsk. Hij trad in dat duel al na drie minten aan als vervanger van Mart Poom.

## Erelijst
Tallinna Sadam
- Beker van Estland

1996, 1997
- Supercup

1997
 Casale Calcio
- Coppa Italia Dilettanti

1999
 Levadia Maardu
- Meistriliiga

1999, 2000
- Beker van Estland

2000
- Supercup

1999, 2000
 Wisła Kraków
- Ekstraklasa

2011